# 알프레트 베게너
알프레트 로타어 베게너(독일어: Alfred Lothar Wegener, 문화어: 알프레드 로타르 웨게너, 독일어 발음: [ˈʔalfʁeːt ˈveːɡənɐ], 1880년 11월 1일~1930년 11월 2일 또는 11월 3일)는 독일의 기상학자이자 지구물리학자이다. 대륙이동설을 제창한 것으로 잘 알려져 있다. 

## 생애
베를린에서 태어났고, 쾨펜의 기후 구분을 한 쾨펜의 사위로도 유명하다.
베게너는 본래 기상학의 전문가로서 기구를 사용한 고층기상관측기술의 선구자였다. 스스로 기구에 타 체공콘테스트에 참가하여 당시의 최장 체공 세계기록 52시간을 달성하였다.
1910년에 남아메리카 대륙의 동해안선과 아프리카 대륙의 서해안선이 매우 비슷한 것을 깨달았다. 이것이 대륙 이동의 아이디어의 시초이다.
1915년에 그의 주저 《대륙과 해양의 기원》에서 지질, 고생물, 고기후 등의 자료로써 태고의 시대에는 대서양의 양 쪽 대륙이 따로따로 반대 방향으로 표류했다는 '대륙 이동설'을 주장하였다. 기상학의 전문가로서 지질학은 그의 전문이 아니어서 주위의 반대를 받았으나 뜻을 굽히지 않았다.
1915년에는 일찍이 '판게아'라는 거대한 초대륙이 존재하였다가 약 2억 년 전에 분열하여 표류하여 현재의 위치, 형상에 이르렀다는 학설을 공포하였다. 당시의 많은 지질학자가 그의 설에는 과학적 근거가 희박하다고 하여 베게너를 비웃었다.
베게너는 기상학에서는 대기열역학에서 큰 업적을 올렸으나, 대륙 이동설을 증명할 수 없었던 채로 그린란드로 탐험을 떠났다가 1930년 11월에 조난당해 죽었다.
그의 사후 1950년대에 고지구자기, 해양저 등의 연구에 따라 대륙 이동설은 재평가, 실제로 맨틀의 대류가 대륙 이동을 하는 것이라는 것이 증명되었다. 그리하여 현재 그는 기상학보다 지질학 분야의 판이론의 선구자로서 유명하게 되었다.
달과 화성에 그의 이름을 딴 베게너 충돌구와 소행성 29277 베게너가 있다.

## 같이 보기
- 곤드와나
- 로라시아
- 로베르토 만토바니